# Beeklustpark
Het Beeklustpark is een stadspark gelegen op de plek waar de Almelose Aa en de Weezebeek samenkomen in de wijk Ossenkoppelerhoek in Almelo.
Het park is in 1772 ontworpen en nu naar dat ontwerp gerestaureerd. In de achttiende eeuw stond hier de villa van de Almelose fabrikantenfamilie Coster, maar die is verdwenen. Het koetshuis is er nog wel. Het park heeft een Green Flag Award en is onderdeel van de westelijke groene long in Almelo. Ten Cate speelt een rol bij het beheer van het Beeklustpark. De muziekkoepel van het Beeklustpark is gebouwd in 1985 en daar zijn regelmatig optredens in. Bij de ingang van het park aan de Ledeboerslaan liggen de stadsboerderij en erve Beeklust.
De poortpijlers aan de ingang van het Beeklustpark zijn net als de panden en objecten in het park een gemeentelijk monument.